# Завод «Стандарт» (зупинний пункт)
Заво́д «Станда́рт» — залізничний пасажирський зупинний пункт Луганської дирекції Донецької залізниці.
Розташований на півночі міста Хрустальний, Краснолуцька міська рада, Луганської області на лінії Штерівка — Красний Луч між станціями Марусине (2 км) та Красний Луч (4 км).
Через військову агресію Росії на сході України транспортне сполучення припинене.